# Poniemunek
Poniemunek (lit. Panemunėlis) – miasteczko na Litwie, położone w okręgu poniewieskim, w rejonie rakiszeckim. Liczy 287 mieszkańców (2001).
Znajdują się tu przystanki kolejowe Poniemunek (dawniej stacja) oraz Tindžiuliai, położone na linii Radziwiliszki – Dyneburg.